# Asiatische Leichtathletik-Kontinentalrekorde
Die Asiatischen Leichtathletik-Kontinentalrekorde sind die Bestleistungen von Athleten des asiatischen Kontinentalverbandes Asian Athletics Association, die bei Disziplinen der Leichtathletik aufgestellt wurden. Es wurden nur diejenigen Disziplinen erfasst, in denen der Kontinentalverband auch offiziell einen Rekord führt. Die Ratifizierung dieser Bestleistungen erfolgte entsprechend dem Reglement des Kontinentalverbandes.

## Olympische Disziplinen

### Freiluft-Kontinentalrekorde, Männer (24 Disziplinen)
| Disziplin               | Leistung | Sportler                                                            | Datum              | Ort                  |
| ----------------------- | --- | ------------------------------------------------------------------- | ------------------ | -------------------- |
| 100 m                   | 9,83 s (+0,9 m/s) | Su Bingtian                                                         | 1. August 2021     | Tokio                |
| 200 m                   | 19,88 s (+0,9 m/s) | Xie Zhenye                                                          | 21. Juli 2019      | London               |
| 400 m                   | 43,93 s | Youssef Masrahi                                                     | 23. August 2015    | Peking               |
| 800 m                   | 1:42,79 min | Yusuf Saad Kamel                                                    | 29. Juli 2007      | Monaco               |
| 1500 m                  | 3:29,14 min | Rashid Ramzi                                                        | 14. Juli 2006      | Rom                  |
| 5000 m                  | 12:51,96 min | Albert Rop                                                          | 19. Juli 2013      | Monaco               |
| 10.000 m                | 26:38,76 min | Ahmad Hassan Abdullah                                               | 5. September 2003  | Brüssel              |
| Marathon                | 2:04:43 h | El Hassan el-Abbassi                                                | 2. Dezember 2018   | Valencia             |
| 110 m Hürden            | 12,88 s (1,1) | Liu Xiang                                                           | 11. Juli 2006      | Lausanne             |
| 400 m Hürden            | 46,98 s | Abderrahman Samba                                                   | 30. Juni 2018      | Paris                |
| 3000 m Hindernis        | 7:53,63 min | Saif Saaeed Shaheen                                                 | 3. September 2004  | Brüssel              |
| 4 × 100 m Staffel       | 37,43 s | Shūhei Tada Kirara Shiraishi Yoshihide Kiryū Abdul Hakim Sani Brown | 5. Oktober 2019    | Doha                 |
| 4 × 400 m Staffel       | 3:00,25 min | Muhammed Anas Noah Nirmal Tom Arokia Rajiv Amoj Jacob               | 6. August 2021     | Tokio                |
| 20 km Gehen             | 1:16:36 h | Yūsuke Suzuki                                                       | 15. März 2015      | Nomi                 |
| 50 km Gehen             | 3:36:06 h | Yu Chaohong                                                         | 22. Oktober 2005   | Nanjing              |
| Hochsprung              | 2,43 m | Mutaz Essa Barshim                                                  | 5. September 2014  | Brüssel              |
| Stabhochsprung          | 5,90 m | Ernest Obiena                                                       | 11. September 2021 | Innsbruck            |
| Weitsprung              | 8,48 m (0,6) | Mohamed Salman al-Khuwalidi                                         | 2. Juli 2006       | Sotteville-lès-Rouen |
| Dreisprung              | 17,59 m (0,0) | Li Yanxi                                                            | 26. Oktober 2009   | Jinan                |
| Kugelstoßen             | 21,49 m | Tejinder Pal Singh                                                  | 21. Juni 2021      | Patiala              |
| Diskuswurf              | 69,32 m | Ehsan Hadadi                                                        | 3. Juni 2008       | Tallinn              |
| Hammerwurf              | 84,86 m | Kōji Murofushi                                                      | 29. Juni 2003      | Prag                 |
| Speerwurf               | 91,36 m | Cheng Chao-tsun                                                     | 26. August 2017    | Taipeh               |
| Zehnkampf               | 8725 Punkte | Dmitri Karpow                                                       | 24. August 2004    | Athen                |
| Zehnkampf               | 10,50w s (2,2) (100 m), 7,81 m (−0,9) (Weitsprung), 15,93 m (Kugelstoßen), 2,09 m(Hochsprung), 46,81 s (400 m), 13,97 s (1,5) (110 m Hürden), 51,65 m (Diskuswurf), 4,60 m (Stabhochsprung), 55,54 m (Speerwurf), 4:38,11 min (1500 m) |                                                                     |                    |                      |
| Stand: 21. Oktober 2021 | |                                                                     |                    |                      |

### Freiluft-Kontinentalrekorde, Frauen (24 Disziplinen)
| Disziplin                | Leistung | Sportler                                      | Datum              | Ort          |
| ------------------------ | --- | --------------------------------------------- | ------------------ | ------------ |
| 100 m                    | 10,79 s (0,0 m/s) | Li Xuemei                                     | 18. Oktober 1997   | Shanghai     |
| 200 m                    | 22,01 s (0,0 m/s) | Li Xuemei                                     | 22. Oktober 1997   | Shanghai     |
| 400 m                    | 48,14 s | Salwa Eid Naser                               | 3. Oktober 2019    | Doha         |
| 800 m                    | 1:55,54 min | Liu Dong                                      | 9. September 1993  | Peking       |
| 1500 m                   | 3:50,46 min | Qu Yunxia                                     | 11. September 1993 | Peking       |
| 5000 m                   | 14:28,09 min | Jiang Bo                                      | 23. Oktober 1997   | Shanghai     |
| 10.000 m                 | 29:31,78 min | Wang Junxia                                   | 8. September 1993  | Peking       |
| Marathon                 | 2:19:12 h | Mizuki Noguchi                                | 25. September 2005 | Berlin       |
| 100 m Hürden             | 12,44 s (−0,8 m/s) | Olga Schischigina                             | 27. Juni 1995      | Luzern       |
| 400 m Hürden             | 53,96 s | Han Qing                                      | 9. September 1993  | Peking       |
| 400 m Hürden             | 53,96 s | Song Yinglan                                  | 22. November 2001  | Guangzhou    |
| 3000 m Hindernis         | 8:52,78 min | Ruth Jebet                                    | 27. August 2016    | Paris        |
| 4 × 100 m Staffel        | 42,23 s | Xiao Lin Li Yali Liu Xiaomei Li Xuemei        | 23. Oktober 1997   | Shanghai     |
| 4 × 400 m Staffel        | 3:24,28 min | An Xiaohong Bai Xiaoyun Cao Chunying Ma Yuqin | 13. September 1993 | Peking       |
| 20 km Gehen              | 1:23:49 h | Yang Jiayu                                    | 20. März 2021      | Huangshan    |
| 50 km Gehen              | 3:59:15 h | Liu Hong                                      | 3. März 2019       | Huangshan    |
| Hochsprung               | 2,00 m | Nadeschda Dubowizkaja                         | 8. Juni 2021       | Almaty       |
| Stabhochsprung           | 4,72 m | Li Ling                                       | 18. Mai 2019       | Shanghai     |
| Weitsprung               | 7,01 m (+1,4 m/s) | Yao Weili                                     | 5. Juni 1993       | Jinan        |
| Dreisprung               | 15,25 m (+1,7 m/s) | Olga Rypakowa                                 | 4. September 2010  | Split        |
| Kugelstoßen              | 21,76 m | Li Meisu                                      | 23. April 1988     | Shijiazhuang |
| Diskuswurf               | 71,68 m | Xiao Yanling                                  | 14. März 1992      | Peking       |
| Hammerwurf               | 77,68 m | Wang Zheng                                    | 29. März 2014      | Chengdu      |
| Speerwurf                | 67,98 m | Lü Huihui                                     | 2. August 2019     | Shenyang     |
| Siebenkampf              | 6942 Punkte | Ghada Shouaa                                  | 26. März 1996      | Götzis       |
| Siebenkampf              | 13,78 s (0,3) (100 m Hürden), 1,87 m (Hochsprung), 15,64 m (Kugelstoßen), 23,78 s (0,6) (200 m), 6,77 m (0,6) (Weitsprung), 54,74 m (Speerwurf), 2:13,61 min (800 m) |                                               |                    |              |
| Stand: 21. November 2021 | |                                               |                    |              |

## Nichtolympische Disziplinen

### Freiluft-Kontinentalrekorde, Männer (20 Disziplinen)
| Disziplin                | Leistung     | Sportler                                                                       | Datum              | Ort        |
| ------------------------ | ------------ | ------------------------------------------------------------------------------ | ------------------ | ---------- |
| 600 m                    | 1:15,77 min  | Mohamed Nasir Abbas                                                            | 1. Februar 2019    | Pretoria   |
| 1000 m                   | 2:14,72 min  | Yusuf Saad Kamel                                                               | 22. Juli 2008      | Stockholm  |
| 1 Meile                  | 3:47,97 min  | Daham Najim Bashir                                                             | 29. Juli 2005      | Oslo       |
| 2000 m                   | 4:55,57 min  | Mohamed Suleiman                                                               | 8. Juni 1995       | Rom        |
| 3000 m                   | 7:30,76 min  | Gamal Belal Salem                                                              | 13. Mai 2005       | Doha       |
| 2 Meilen                 | 8:13,16 min  | Rashid Ramzi                                                                   | 8. Juni 2008       | Eugene     |
| 5 km Straßenlauf         | 13:47 min    | Ahmed Ibrahim Warsama                                                          | 31. März 1996      | Carlsbad   |
| 10 km Straßenlauf        | 27:35 min    | Abraham Cheroben                                                               | 27. September 2015 | Utrecht    |
| 15 km Straßenlauf        | 42:36 min +  | Atsushi Satō                                                                   | 14. Oktober 2007   | Udine      |
| 20 km Straßenlauf        | 57:24 min +  | Atsushi Satō                                                                   | 14. Oktober 2007   | Udine      |
| Halbmarathon             | 58:40 min    | Abraham Cheroben                                                               | 17. September 2017 | Kopenhagen |
| 4 × 200 m Staffel        | 1:20,83 min  | Wang Shengjie Xie Yuqiang Zhang Yaorong Qiao Zhen                              | 23. September 2021 | Xi’an      |
| 4 × 800 m Staffel        | 7:06,66 min  | Abdulrahman Suleiman Salem Amer al-Badri Majed Saeed Sultan Abubaker Ali Kamal | 25. August 2006    | Brüssel    |
| 3000 m Gehen             | 11:14,80 min | Wang Kun                                                                       | 11. Oktober 2006   | Yantai     |
| 5000 m Gehen             | 18:20,14 min | Kōki Ikeda                                                                     | 25. Oktober 2020   | Inzai      |
| 10.000 m Gehen           | 37:25,21 min | Eiki Takahashi                                                                 | 14. November 2020  | Inzai      |
| 10 km Gehen              | 37:44 min    | Wang Zhen                                                                      | 18. September 2010 | Peking     |
| 20.000 m Gehen           | 1:18:03,3 h  | Bo Lingtang                                                                    | 4. April 1994      | Peking     |
| 30 km Gehen              | 2:05:26 h    | Zhang Chao                                                                     | 23. Oktober 2006   | Xi’an      |
| 35 km Gehen              | 2:31:29 h    | Wang Zhen                                                                      | 29. Januar 2012    | Latina     |
| Stand: 21. November 2021 |              |                                                                                |                    |            |

### Freiluft-Kontinentalrekorde, Frauen (20 Disziplinen)
| Disziplin                | Leistung                        | Sportler                                        | Datum                           | Ort                             |
| ------------------------ | ------------------------------- | ----------------------------------------------- | ------------------------------- | ------------------------------- |
| 600 m                    | 1:28,41 min                     | Ayako Jinnouchi                                 | 9. Juli 2008                    | Abashiri                        |
| 1000 m                   | 2:35,30 min                     | Nelly Jepkosgei                                 | 2. September 2018               | Berlin                          |
| 1 Meile                  | 4:17,75 min                     | Maryam Yusuf Jamal                              | 14. September 2007              | Brüssel                         |
| 2000 m                   | 5:29,43 min + !                 | Wang Junxia                                     | 12. September 1993              | Peking                          |
| 2000 m                   | 5:31,88 min #                   | Maryam Yusuf Jamal                              | 7. Juni 2009                    | Eugene                          |
| 3000 m                   | 8:06,11 min                     | Wang Junxia                                     | 13. September 1993              | Peking                          |
| 2 Meilen                 | 9:13,85 min                     | Mimi Belete                                     | 31. Mai 2014                    | Eugene                          |
| 5 km Straßenlauf         | 14:46 min                       | Violah Jepchumba                                | 10. September 2016              | Prag                            |
| 10 km Straßenlauf        | 29:38 min                       | Kalkidan Gezahegne                              | 3. Oktober 2021                 | Genf                            |
| 15 km Straßenlauf        | 46:55 min +                     | Kayoko Fukushi                                  | 5. Februar 2006                 | Marugame                        |
| 20 km Straßenlauf        | Kein offiziell geführter Rekord | Kein offiziell geführter Rekord                 | Kein offiziell geführter Rekord | Kein offiziell geführter Rekord |
| 20 km Straßenlauf        | 1:03:14 h a + #                 | Masako Chiba                                    | 19. Januar 1997                 | Tokio                           |
| 20 km Straßenlauf        | 1:03:41 h + #                   | Kayoko Fukushi                                  | 5. Februar 2006                 | Marugame                        |
| Halbmarathon             | 1:05:22 h                       | Violah Jepchumba                                | 1. April 2017                   | Prag                            |
| 4 × 200 m Staffel        | 1:32,76 min                     | Liang Xiaojing Wei Yongli Kong Lingwei Ge Manqi | 12. Mai 2019                    | Yokohama                        |
| 4 × 800 m Staffel        | 8:16,2 min                      | Liu Dong Chen Yumei Qu Yunxia Liu Li            | 3. Oktober 1991                 | Shanghai                        |
| 3000 m Gehen             | 12:10,31 min                    | Chen Zhuo                                       | 27. August 2005                 | Zhengzhou                       |
| 5000 m Gehen             | 20:34,76 min                    | Liu Hong                                        | 16. September 2012              | Tianjin                         |
| 5 km Gehen               | 21:16 min                       | Jin Bingjie                                     | 5. Mai 1990                     | Enhörna                         |
| 10.000 m Gehen           | 41:37,9 min                     | Gao Hongmiao                                    | 7. April 1994                   | Peking                          |
| 10 km Gehen              | 41:16 min                       | Wang Yan                                        | 8. Mai 1999                     | Eisenhüttenstadt                |
| 20.000 m Gehen           | 1:29:32,4 h                     | Song Hongjuan                                   | 24. Oktober 2003                | Changsha                        |
| 35 km Gehen              | 2:49:23 h                       | Liang Rui                                       | 4. März 2018                    | Huangshan                       |
| Stand: 21. November 2021 |                                 |                                                 |                                 |                                 |

## Halle

### Hallen-Kontinentalrekorde, Männer (20 Disziplinen)
| Disziplin         | Leistung | Sportler                                                          | Datum            | Ort        |
| ----------------- | --- | ----------------------------------------------------------------- | ---------------- | ---------- |
| 50 m              | 5,69 s + | Gennadi Tschernowol                                               | 24. Februar 2002 | Liévin     |
| 60 m              | 6,42 s | Su Bingtian                                                       | 3. März 2018     | Birmingham |
| 200 m             | 20,63 s | Kōji Itō                                                          | 5. März 1999     | Maebashi   |
| 400 m             | 45,39 s | Abdalelah Haroun                                                  | 19. Februar 2015 | Stockholm  |
| 800 m             | 1:45,26 min | Yusuf Saad Kamel                                                  | 9. März 2008     | Valencia   |
| 1000 m            | 2:17,06 min | Belal Mansoor Ali                                                 | 24. Februar 2008 | Gent       |
| 1500 m            | 3:36,28 min | Belal Mansoor Ali                                                 | 20. Februar 2007 | Stockholm  |
| 1 Meile           | 3:56,60 min | Nanami Arai                                                       | 24. Februar 2019 | Boston     |
| 3000 m            | 7:31,77 min | Birhanu Balew                                                     | 17. Februar 2022 | Liévin     |
| 5000 m            | 13:08,41 min | Kieran Tuntivate                                                  | 12. Februar 2022 | Boston     |
| 60 m Hürden       | 7,41 s | Liu Xiang                                                         | 18. Februar 2012 | Birmingham |
| 4 × 200 m Staffel | 1:26,70 min | Witali Sems Wlasdislaw Grigorjew Wjatscheslaw Sems Dawid Jefremow | 15. Januar 2018  | Öskemen    |
| 4 × 400 m Staffel | 3:05,90 min | Kazuhiro Takahashi Jun Osakada Masayoshi Kan Shunji Karube        | 6. März 1999     | Maebashi   |
| 5000 m Gehen      | 19:14,00 min | Sergei Korepanow                                                  | 28. Januar 1995  | Qaraghandy |
| Hochsprung        | 2,41 m | Mutaz Essa Barshim                                                | 18. Februar 2015 | Athlone    |
| Stabhochsprung    | 5,92 m | Igor Potapowitsch                                                 | 19. Februar 1998 | Stockholm  |
| Weitsprung        | 8,27 m | Su Xiongfeng                                                      | 11. März 2010    | Nanjing    |
| Dreisprung        | 17,41 m | Dong Bin                                                          | 29. Februar 2016 | Nanjing    |
| Kugelstoßen       | 21,10 m | Abdelrahman Mahmoud                                               | 29. Januar 2021  | Homel      |
| Siebenkampf       | 6229 Punkte | Dmitri Karpow                                                     | 16. Februar 2008 | Tallinn    |
| Siebenkampf       | 7,07 s (60 m), 7,21 m (Weitsprung), 16,23 m (Kugelstoßen), 2,07 m (Hochsprung), 7,99 s (60 m Hürden), 5,15 m (Stabhochsprung), 2:43,69 min (1000 m) |                                                                   |                  |            |

### Hallen-Kontinentalrekorde, Frauen (20 Disziplinen)
| Disziplin         | Leistung                                                                                                   | Sportler                                                                        | Datum            | Ort          |
| ----------------- | --- | ------------------------------------------------------------------------------- | ---------------- | ------------ |
| 50 m              | 6,31 s +                                                                                                   | Susanthika Jayasinghe                                                           | 25. Februar 2001 | Liévin       |
| 60 m              | 7,09 s | Susanthika Jayasinghe                                                           | 7. Februar 1999  | Stuttgart    |
| 200 m             | 22,99 s | Susanthika Jayasinghe                                                           | 9. März 2001     | Lissabon     |
| 400 m             | 51,45 s | Kemi Adekoya                                                                    | 19. März 2016    | Portland     |
| 800 m             | 2:00,78 min                                                                                                | Miho Sugimori                                                                   | 22. Februar 2003 | Yokohama     |
| 1000 m            | 2:46,6 min ht                                                                                              | Xiujuan Geng                                                                    | 27. März 1987    | Peking       |
| 1500 m            | 3:59,79 min                                                                                                | Maryam Yusuf Jamal                                                              | 9. März 2008     | Valencia     |
| 1 Meile           | 4:24,71 min                                                                                                | Maryam Yusuf Jamal                                                              | 20. Februar 2010 | Birmingham   |
| 3000 m            | 8:39,64 min                                                                                                | Winfred Mutile Yavi                                                             | 14. Februar 2020 | Val-de-Reuil |
| 5000 m            | 15:23,87 min                                                                                               | Mikuni Yada                                                                     | 27. Februar 2022 | Boston       |
| 60 m Hürden       | 7,82 s | Olga Schischigina                                                               | 21. Februar 1999 | Liévin       |
| 4 × 200 m Staffel | 1:36,40 min                                                                                                | Anastassija Tulapina Julija Rachmanowa Äigerim Schynasbekowa Wiktorija Sjabkina | 11. Februar 2017 | Öskemen      |
| 4 × 400 m Staffel | 3:35,07 min                                                                                                | Salwa Eid Naser Aminat Jamal Iman Essa Jasim Kemi Adekoya                       | 21. Februar 2016 | Doha         |
| 3000 m Gehen      | 12:42,65 min                                                                                               | Yuko Sato                                                                       | 11. Februar 1994 | Osaka        |
| Hochsprung        | 1,98 m | Swetlana Salewskaja                                                             | 2. März 1996     | Samara       |
| Hochsprung        | 1,98 m | Nadeschda Dubowizkaja                                                           | 19. März 2022    | Belgrad      |
| Stabhochsprung    | 4,70 m | Li Ling                                                                         | 19. Februar 2016 | Doha         |
| Weitsprung        | 6,82 m | Yang Juan                                                                       | 13. März 1992    | Peking       |
| Dreisprung        | 15,14 m | Olga Rypakowa                                                                   | 13. März 2010    | Doha         |
| Kugelstoßen       | 21,10 m | Sui Xinmei                                                                      | 3. März 1990     | Peking       |
| Fünfkampf         | 4582 Punkte                                                                                                | Olga Rypakowa                                                                   | 10. Februar 2006 | Pattaya      |
| Fünfkampf         | 8,68 s (60 m Hürden), 1,87 m (Hochsprung), 12,90 m (Kugelstoßen), 6,55 m (Weitsprung), 2:23,26 min (800 m) |                                                                                 |                  |              |

## Legende
| Symbol               | Bedeutung |
| -------------------- | --- |
| Aktueller Weltrekord | Aktueller Weltrekord |
| A                    | In einer Höhe von 1000 Meter oder mehr aufgestellt                                                                                             |
| a                    | Strecke begünstigt schnellere Zeiten und entspricht nicht dem Reglement (IAAF Regel 260.28)                                                    |
| w                    | Durch Wind begünstigt (Der Rückwind betrug mehr als 2 m/s)                                                                                     |
| i                    | In der Halle erzielt. Rekorde (Freiluft-Rekorde) können seit 1998 in einem Stadion mit oder ohne Dach aufgestellt werden (IAAF Regel 260.18a). |
| est                  | geschätzt |
| ht                   | Handstoppung |
| !                    | Zeitmessung mittels Photozelle |
| +                    | Rekord aufgestellt auf einer Teilstrecke einer größeren Strecke                                                                                |
| *                    | Unter Vorbehalt bis zur Ratifizierung durch die IAAF                                                                                           |
| #                    | Kein offiziell ratifizierter Freiluft-Rekord (einige Hallen-Rekorde sind mit diesem Symbol versehen)                                           |
| ╳                    | nicht ratifiziert, weil keine Dopingkontrolle vorgenommen wurde                                                                                |
| OT                   | Überdimensionierte Laufbahn |
| (X,X)                | In Klammern: Wind in Metern pro Sekunde (Minus-Angaben: Gegenwind)                                                                             |